# Акимов, Пётр Васильевич (композитор)
Пётр Васильевич Акимов (также известен под псевдонимом Пекка Аттинен, 19 января 1885, Выборг ― 4 августа 1956, Хельсинки) — русский и финский композитор, пианист, дирижёр и педагог.

## Биография

### Ранние годы
Родился в Выборге, в семье купца, российского карела, перебравшегося в Выборг из деревни Корза у Сямьозера. Помогая отцу обеспечивать многодетную семью, не мог регулярно посещать занятия в Выборгском реальном училище, особенно в последний год обучения, и успешно сдал выпускные экзамены экстерном (1897[?]-1904). В отрочестве занимался у выборгских музыкантов А. Ярнефельта, Э. Сивори, Е. Ф. Аленева и К. Т. Сёдермана (C. Th. Söderman). В 1904 начал учиться в Санкт-Петербургском лесном институте, однако когда заведение из-за революционных событий 1905 года на неопределённое время прекратило свою работу, решил продолжить образование в Германии, где жил в 1906—1908. Посещал лекции в Лейпцигском университете, получил диплом электроинженера в учебном заведении Мекленбург-Стрелица, некоторое время трудился чертёжником в мелкой электротехнической конторе в Люденшайде. После возвращения в Петербург в 1908 году продолжил образование, поступив в Императорский электротехнический институт Александра III, где учился до 1910. Показал несколько юношеских соченений А. К. Глазунову и по его совету в 1910 поступил в Петербургскую консерваторию, которую окончил с отличием в 1915 (класс теории композиции Я. Витоля, инструментовки М. О. Штейнберга, гармонии и фуги В. П. Калафати, контрапункта А. К. Лядова).
Уже в годы своей учёбы в Петербургской (Петроградской) консерватории приглашён в неё преподавателем обязательного класса теории (1913—1915). Позже к теории музыки добавились гармония и инструментовка (1915—1917). Одновременно преподавал в Петроградской народной консерватории (1915—1917).

### Харьков
В 1917 году принял приглашение на должность профессора классов специальной теории композиции в только что утверждённую тогда центром Харьковскую консерваторию Русского музыкального общества. В звании профессора тогда же был утверждён главной дирекцией РМО в Петрограде. В Харькове в течение трёх лет вёл все классы специальной теории и некоторые классы обязательной теории, совмещая педагогическую деятельность с художественно-административной в должности товарища директора Консерватории по избранию Художественного совета и председателя отдела теории.

### Краснодар
В октябре 1920 года принял приглашение профессором вновь преобразованной Кубанской государственной консерватории. В течение двух лет вёл в ней теоретический предметы (специальные и общие), состоя также председателем отдела теории. Одновременно с деятельностью в консерватории по приглашению заведующего Кубанского облпрофобра И. Д. Котова на несколько месяцев принял должность заведующего Музыкальным отделом. Во время этого периода, а также во время последующей службы на должности заведующего Охобра участвовал в открытии Краснодарской центральной музыкальной школы (1921) и осуществлении программы реформ консерватории.

### Снова Петроград
В октябре 1922 года вернулся в Петроград. Один учебный год (1922-1923, по другим данным, как минимум, до 1925) работал в 5-м Государственном музыкальном техникуме имени А. П. Бородина (бывшей Народной консерватории). Одновременно (1922–1924) вёл класс музыкальной формы в техникуме Государственной академической капеллы.
В октябре 1923 года приглашён профессором научно-теоретического отделения в Петроградскую государственную консерваторию, где работал до 1929 года. Однако в 1926 году был понижен с должности профессора до доцента.
За время педагогической деятельности в Харькове и Краснодаре написал двухчастный учебник гармонии применительно к консерваторскому курсу, однако напечатать его так и не смог. В 1928 вышла его брошюра «Введение в полифонию на основе энергетических учений (Ernst Kurth)». Есть основания полагать, что им же написана и программа межфакультетского учебного курса «Мелодика и полифония» (опубликована без указания автора в сборнике программ Московской и Ленинградской консерваторий, 1930).

### Финляндия
Акимов на протяжении всей жизни сохранял финское подданство (советского гражданства не имел). В годы работы в Петроградской-Ленинградской консерватории летом ездил в Выборг на лечение и для встречи с родными. С каждым годом эти поездки и возвращение из них давались всё сложнее: требовалось получение въездной и выездной визы, не всегда удавалось успеть вернуться к началу занятий. Отношения с консерваторией складывались не очень гладко. Понижение с профессора до доцента ударило по самолюбию Акимова. Летом 1929 он не прошёл по конкурсу на продление места: «По отзывам студенчества педагог средней квалификации. Общественная сторона не на должной высоте», при голосовании не получил «за» ни одного голоса, «против» — 7. Вместо него единогласно был избран аспирант Г. П. Орлов. За написанное Акимовым и изданное консерваторией «Введение в полифонию» Акимов не получил обещанный на словах гонорар.
Устав от пропитанной интригами политики консерватории, последовал примеру эмигрировавшего в Париж А. К. Глазунова, с которым близко дружил, и в 1929 не вернулся в Ленинград после очередной поездки в родной Выборг. Обосновавшись там, устроился на работу в музыкальное училище.
В 1937 переехал в Хельсинки. Занимался частным преподаванием композиции и математики, а также вёл курс теории музыки в Православной семинарии, находившейся с 1940 в Хельсинки. Находясь в стеснённых обстоятельствах, подрабатывал игрой в ресторанах.
В 1951 подал заявление на место профессора композиции в Академию Сибелиуса, освободившееся после ухода на пенсию С. Пальмрена, однако на эту должность был избран А. Мериканто.
Несмотря на выдающиеся заслуги в финской музыке, включая создание первых образцов киномузыки, Акимов так и остался в Финляндии до конца своих дней чужаком, носившим ярлык «русского». С другой стороны, и в Советском Союзе его имя, как уехавшего, оказалось забытым. Однако несколько финских песен в обработке Акимова для хора включались в концертные программы Ленинградской капеллы в конце 1920-х — начале 1930-х годов — даже после отъезда автора за рубеж.
Акимов похоронен на православном кладбище Хиетаниеми в Хельсинки.

## Ученики
Самыми известными учениками Акимова были Тауно Марттинен, Ахти Карьялайнен и Лаури Сайккола.

## Творчество
Как финский композитор Пётр Акимов пользовался псевдонимом Пекка Аттинен. Его перу принадлежит как светская, так и православная духовная музыка.
Написал саундтреки к девяти фильмам, сам выступал и дирижёром на записи. Наиболее известный из его фильмов — «Прекрасная Регина из Кайвопуйсто». В этой картине сам Акимов сыграл роль пианиста. Музыка к фильму «Невеста егеря» состоит из произведений Акимова и Сэма Сихво.
Среди церковных произведений Акимова особое значение имеет Литургия на финском языке. Её часть «Христос, проводи» посвящена памяти А. К. Глазунова. Также сделал обработки нескольких духовных песнопений.
Акимов считал себя продолжателем композиторских традиций А. К. Лядова, А. К. Глазунова, А. Н. Скрябина и С. И. Танеева.

## Семья
Жена — Раиса Ивановна Акимова (урождённая Макаренко, 1901–1987). Дети Кира (Карпова, р. 1921) и Галина (р. 1928).

## Адреса

### В Санкт-Петербурге
- 11 линия Васильевского острова, дом 56 Б, кв. 14 (1920-е годы).
- Торговая улица, дом 29, кв. 39 (в 1925).

### В Выборге
- Pantsarlahti[фин.], 67 — Kullervonkatu, 21  (бульвар Кутузова, район дома 17)
- Saunalahdentie (Октябрьская улица), 15, 1
- Maantienkatu (улица Шестакова), 10
- Eljankatu (Ильинская улица), 2, 2
- Pikiruukinkatu (Кооперативная улица), 3, 3
- Pikiruukinkatu (Кооперативная улица), 46
- Karjalankatu (Ленинградский проспект), дом 7, кв. 12
- Siimeskatu (Тенистая улица), дом 1, кв. 7
- Karjaportinkatu (Прогонная улица), дом 7, кв. 12
- Karjaportinkatu (Прогонная улица), дом 2, кв. 4

## Память
В Выборге есть Улица имени П. В. Акимова. Кроме того, рассматривается вопрос об установке мемориальной доски на доме № 2 по Прогонной улице, где жил Акимов.

## Сочинения

### Литературные
- Статьи о А. К. Глазунове, А. Н. Скрябине и Е. Ф. Аленеве.
- Курс гармонии применительно к целям практического изучения композиции, в 2 чч. Рукопись.
- Введение в полифонию на основе энергетических учений (Ernst Kurth). — Л.: Academia, 1928.

### Музыка
- Соната для фортепиано (1915)
- Симфоническая сюита (1937)
- Струнный квартет
- Фортепианный квартет
- Увертюра для двух фортепиано
- 15 пьес для фортепиано
- Сюита-фантазия для большого смешанного хора
- сольные и хоровые песни
- более 30 романсов на стихи русских поэтов
- Литургия (1936, на финском языке)
- Всенощное бдение
- Духовные песнопения: 3 Херувимские, Псалом 84 («Как вожделенны жилища Твои»), «Да будешь славен Ты», «Ты создатель всего»
- Три финских песни в обработке для хора («Голос родного края», «Хороша ты, наша родина», «Милый друг, прелестна ты»)
- Музыка к пьесе А. Е. Корнейчука «Платон Кречет»

### Музыка к фильмам
- Все влюблены / Kaikki rakastavat[фин.], 1935
- Сторожевой катер № 6 / VMV 6[фин.], 1936
- А внизу было озеро огненное / Ja alla oli tulinen järvi[фин.], 1937
- Невеста егеря / Jääkärin morsian[фин.], 1938
- Активисты / Aktivistit[фин.], 1939
- Прекрасная Регина из Кайвопуйсто / Kaivopuiston kaunis Regina, 1941
- Секретное оружие / Salainen ase[фин.], 1942
- Шайба / Puck[фин.], 1942
- Тени на перешейке / Varjoja Kannaksella[фин.], 1943

### Архивные источники
- Акимов Петр Васильевич. ЦГИА СПб. Ф. 994 (Лесной институт). Оп. 5. Д. 3. 1904–1908.
- Акимов Петр Васильевич. ЦГАЛИ СПб. Ф. 298 (Консерватория). Оп. 2. Д. 37. 1924–1930. 32 л.
- Фонд П. В. Акимова в Научной библиотеке Выборгского объединённого музея-заповедника.
- Sävellyskäsikirjoituksia, Suomen Elokuva-arkisto.
- Kira Akimovin kotiarkisto, Helsinki.